# Вергајоло (Пистоја)
Вергајоло је насеље у Италији у округу Пистоја, региону Тоскана.
Према процени из 2011. у насељу је живело 114 становника. Насеље се налази на надморској висини од 51 м.